# Jérémy Sapina
Jérémy Sapina (Rillieux-la-Pape, 1 februari 1985) is een Franse voetballer die in de verdediging speelt.
Hij begon zijn carrière bij het Franse AS Nancy, maar daar kwam hij niet aan spelen toe zodat hij in 2007 de overstap maakte naar het Belgische Excelsior Moeskroen. Daar werd hij direct een basisspeler in de Henegouwse verdediging.
Na het faillissement van Moeskroen tekende hij in januari 2010 een contract bij het Portugese CS Marítimo Funchal.

## Spelerscarrière
| seizoen   | club                | land      | klasse             | wedst | goals |
| --------- | ------------------- | --------- | ------------------ | ----- | ----- |
| 2003-2004 | AS Nancy            | Frankrijk | Ligue 1            | 2     | 0     |
| 2004-2005 | AS Nancy            | Frankrijk | Ligue 1            | 0     | 0     |
| 2005-2006 | AS Nancy            | Frankrijk | Ligue 1            | 0     | 0     |
| 2006-2007 | AS Nancy            | Frankrijk | Ligue 1            | 0     | 0     |
| 2007-2008 | Excelsior Moeskroen | België    | Jupiler Pro League | 28    | 1     |
| 2008-2009 | Excelsior Moeskroen | België    | Jupiler Pro League | 25    | 0     |
| 2009-2010 | Excelsior Moeskroen | België    | Jupiler Pro League | 7     | 0     |
| 2009-2010 | CS Marítimo Funchal | Portugal  | SuperLiga          | 0     | 0     |
| 2010-2011 | RAEC Mons           | België    | Tweede Klasse      | 19    | 2     |
| 2011/12   | RAEC Mons           | België    | Jupiler League     | 18    | 2     |
| 2011/12   | RAEC Mons           | België    | Play-Off II B      | 7     | 0     |
| 2012/13   | RAEC Mons           | België    | Jupiler League     | 25    | 3     |
| 2013/14   | RAEC Mons           | België    | Jupiler League     | 1     | 1     |
|           |                     |           | Totaal             | 131   | 9     |